# Kutum
Kutum (arab. كتم) – miasto w zachodnim Sudanie, w prowincji Darfur Północny. Według danych szacunkowych na rok 2008 liczyło 34 694 mieszkańców.